# Arthy Gorré

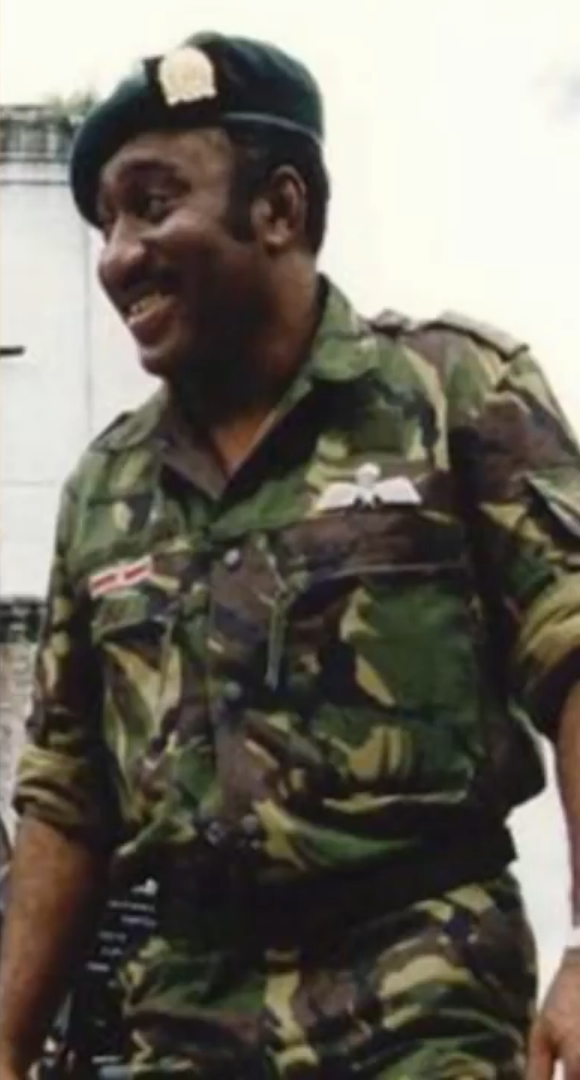
A.F. Gorré

Arthy Frank Gorré (Paramaribo, 16 februari 1950 - aldaar, 9 april 2018) was een Surinaams militair. Hij nam in 1980 deel aan de Sergeantencoup en werd verdacht van betrokkenheid bij de Decembermoorden op 8 december 1982. Van 15 mei 1993 tot 30 juni 1995 was hij bevelhebber van het Nationaal Leger van Suriname.

## Biografie
Arthy Gorré nam dienst bij het Korps Mariniers en gedurende die tijd haalde hij als marinier zijn groene baret bij het Korps Commandotroepen. Vervolgens stapte hij over naar de Koninklijke Landmacht en volgde een opleiding tot sergeant aan de Koninklijke Militaire School, waarna hij werd geplaatst in het Duitse Seedorf. In november 1975 nam hij ontslag uit de Koninklijke Landmacht om in Suriname te gaan helpen bij het nieuw opgerichte Nationaal Leger van Suriname. Hij arriveerde in Suriname met hetzelfde vliegtuig waarin ook Desi Bouterse zat; beiden waren ze ook gelegerd geweest in Seedorf.

### Militaire machtsovername
Op 25 februari 1980 was Gorré een van de "Groep van 16", sergeanten die onder leiding van sergeant-majoor Bouterse een staatsgreep pleegden (de Sergeantencoup). Later in 1980 liep hij stage bij het Nederlandse Korps Commandotroepen.
Gorré werd na de couppoging door Rambocus en Hawker (11 maart 1982) bevorderd tot kapitein en kreeg de leiding over de "Echo-compagnie", een elite-eenheid van het Nationaal Leger die onder andere de lijfwachten van bevelhebber Bouterse leverde. Deze eenheid zou op 8 december 1982 van Bouterses rechterhand, Roy Horb, de opdracht hebben gekregen om op verschillende plekken elders in Paramaribo in de lucht te schieten om te simuleren dat er gevechten waren uitgebroken om zodoende de aandacht af te leiden van de executies van Bouterses tegenstanders die op dat moment in Fort Zeelandia plaatsvonden. Of Gorré hiervan heeft geweten of op een andere manier betrokken was bij de Decembermoorden is niet duidelijk. Zelf beweert Gorré in ieder geval dat hij op dat moment niet in Fort Zeelandia aanwezig was.
In 1986, tijdens de Binnenlandse Oorlog, ondernam de Echo-compagnie onder leiding van Gorré nog een poging om Ronnie Brunswijk, de leider van het Junglecommando, te arresteren in diens geboortedorp Moengotapoe. Die poging mislukte echter en de eenheid nam wraak op de bosnegerbevolking. Mensen werden afgetuigd en gevangengezet in Fort Zeelandia, ook werden religieuze relikwieën omver geschoten.
Niet lang daarna kreeg Gorré om onduidelijke redenen onenigheid met bevelhebber Bouterse. Hij verliet het leger en begon een duikschool, Suriname Diving Inc.

### Na het militaire bewind
Vanaf 1992 was Gorré werkzaam als adviseur voor de minister van defensie. Nadat Desi Bouterse na een conflict met de Surinaamse regering op 3 december 1992 als bevelhebber ontslag nam, werd Gorré gevraagd om weer in het leger dienst te nemen en Bouterse op te volgen als bevelhebber met als opdracht om het leger te reorganiseren en te democratiseren. De voorgenomen benoeming van Gorré zorgde echter voor de nodige opschudding en verzet binnen het Nationale Leger. In Suriname werd men zelfs bang voor een nieuwe staatsgreep. Nederland steunde in het diepste geheim de Surinaamse regering en Gorré, in opdracht van minister van defensie Relus ter Beek werden met een marine-vliegtuig wapens naar vliegveld Zanderij gebracht. De Surinaamse regering hield voet bij stuk en vroeg waarnemend bevelhebber Iwan Graanoogst en de overige rebellerende officieren op te stappen, wat ze op 14 mei 1993 deden. De situatie normaliseerde hierna. Gorré was op 5 april officieel benoemd; op 12 mei werd zijn benoeming bekrachtigd door de Nationale Assemblée. Vervolgens herstructureerde Gorré het leger, waarbij het aantal militairen afnam van 4000 naar 2000. Op 30 juni 1995 werd hij na een conflict met defensieminister Gilds naar huis gestuurd, hij werd opgevolgd door Glenn Sedney.
Na jarenlang onderzoek begon op 30 november 2007 voor de krijgsraad het strafproces over de Decembermoorden. Gorré is daarbij, samen met 24 anderen, een van de verdachten die terecht moeten staan. Op de eerste zittingsdag was hij in persoon aanwezig, samen met zijn zoon die als adviseur optrad. Het Openbaar Ministerie eiste 20 jaar tegen hem, maar zijn overlijden voorkwam een gerechtelijke uitspraak.